# Conny Rux
Conny Rux (Berlino, 26 novembre 1925 – Berlino, 12 gennaio 1995) è stato un pugile tedesco.
Rux ebbe una breve carriera pugilistica tra il 1946 ed il 1952, culminata con la vittoria del titolo europeo dei mediomassimi EBU nel 1952, conquistato sconfiggendo Willy Schagen.
Fu il terzo marito dell'attrice Ada Tschechowa, e dopo il ritiro, oltre a combattere come catcher, recitò in alcune pellicole.